# Synagrops bellus
Espèce
Synonymes
- Hypoclydonia bella Goode & Bean, 1896[1]
- Synagrops bella (Goode & Bean, 1896)[1]

Synagrops bellus est une espèce de poissons de la famille des Acropomatidae. Elle est uniquement présente dans les eaux de l'Atlantique. Sa taille maximale connue est de 23 cm.

## Systématique
L'espèce Synagrops bellus a été initialement décrite en 1896 par les ichtyologistes américains George Brown Goode (1851-1896) et Tarleton Hoffman Bean (1846-1916) sous le protonyme d’Hypoclydonia bella.